# Анизотропная фильтрация

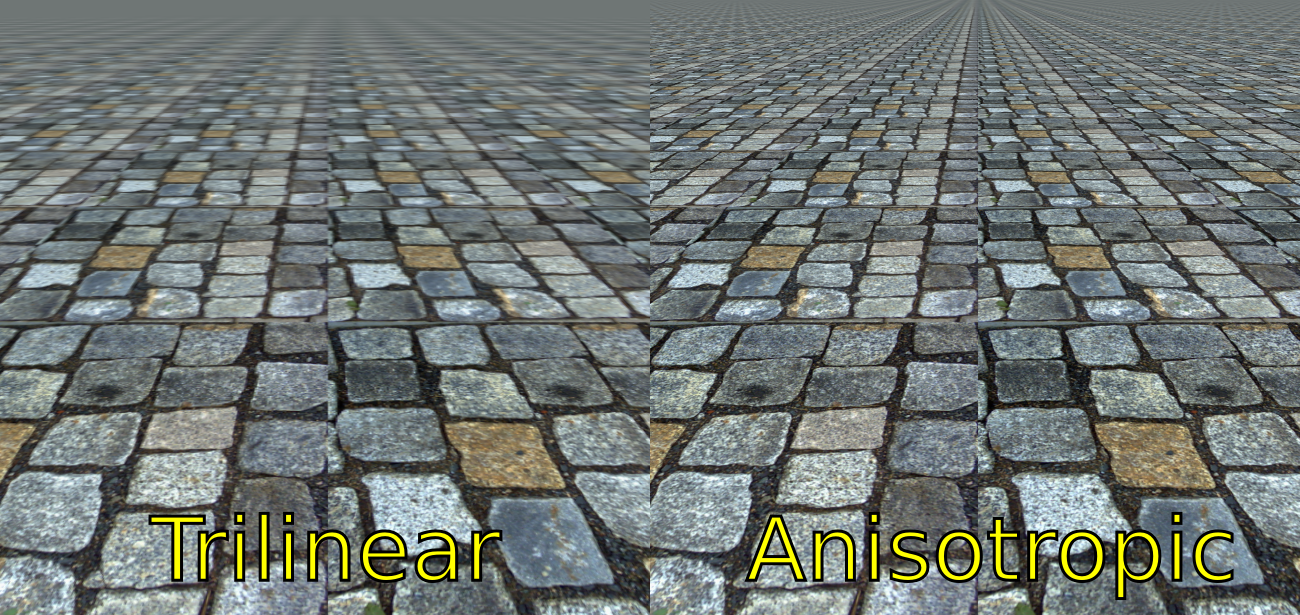
Трилинейная фильтрация (слева), анизотропная (справа)

Анизотро́пная фильтра́ция (англ. Anisotropic Filtering, AF) — в трёхмерной графике метод улучшения качества изображения текстур на поверхностях, сильно наклонённых относительно камеры.
Как билинейная и трилинейная фильтрация, анизотропная фильтрация позволяет устранять алиасинг на различных поверхностях, но при этом вносит меньше размытия и поэтому позволяет сохранить бо́льшую детализацию изображения. Анизотропная фильтрация требует относительно сложного вычисления, и поэтому только около 2004 года она стала «бесплатной» (не снижающей общей кадровой частоты, либо снижающей её незначительно) в графических платах потребительского уровня.

## Принцип действия
Выбирается MIP-текстура, соответствующая разрешению поперёк направления обзора. Берут несколько текселей вдоль направления обзора (в фильтрации 2x — до двух, в 4x — до четырёх, и т. д.) и усредняют их цвета.
Так как пикселей на экране может быть 1 миллион и даже больше, а каждый тексел — это не менее 32 бит, анизотропная фильтрация требует огромной пропускной способности видеопамяти (десятки гигабайт в секунду). Столь большие требования к памяти уменьшают за счёт сжатия текстур и кэширования.